# 圭塘街道
圭塘街道，是中华人民共和国湖南省长沙市雨花区下辖的一个乡镇级行政单位。

## 行政区划
圭塘街道下辖以下地区：
长重社区、劳动东路社区、美林景园社区、体院路社区、圭塘社区、中南院社区、大塘社区、雨花家园社区、圭塘社区筹委会、大塘社区筹委会和月塘社区筹委会。